# قطاع الخدمات في تونس
يضم قطاع الخدمات في تونس 3,119 مؤسسة تشغل أكثر من 10 أشخاص منها 1,277 مؤسسة مصدرة كليا لإنتاجها. تشغل هذه المؤسسات أكثر من 58,137 شخصا.